# Танев, Кристофер
Кристофер «Крис» Танев (англ. Christopher «Chris» Tanev; 20 декабря 1989, Ист-Йорк, Онтарио, Канада) — канадский хоккеист, защитник клуба Национальной хоккейной лиги (НХЛ) «Торонто Мейпл Лифс».
Перед поступлением в Рочестерский технологический институт в 2009 году, на протяжении трёх сезонов Крис играл в Юниорской хоккейной лиге Онтарио (англ. Ontario Junior Hockey League, OJHL)  за команды «Дарем Фьюри», «Стаффвилл Спирит» и «Маркем Уаксерз». Отыграв один сезон в составе университетской команды «РИТ Тайгерз», Танев принял решение оставить учёбу и 31 мая 2010 года в статусе свободного агента (как незадрафтованный хоккеист) подписал трёхлетний контракт с «Ванкувер Кэнакс». В сезоне 2010/11 помог своему клубу добраться до финала Кубка Стэнли, в котором «Ванкувер» в 7 матчах проиграл борьбу за трофей «Бостон Брюинз». После продолжительных переговоров с руководством канадского клуба, в августе 2013 года продлил контракт с «Кэнакс» сроком на 1 год. 5 июля 2014 года Танев заключил новое однолетнее соглашение с «Ванкувером». 24 марта подписал долгосрочный контракт с «Кэнакс» сроком на 5 лет.

## Юность
Танев родился в местечке Ист-Йорк в семье Софи Мередит и Майка Танева. У Криса есть два родных брата — Брэндон и Кайл. Все они имеют македонское происхождение. В детстве Кристофер выступал за команду «Торонто Ред Уингз» из Хоккейной лиги Большого Торонто (англ. Greater Toronto Hockey League). В возресте 16 лет во время летних каникул Танев начал играть в роллеркей в составе школьной команды после того, как из-за дефицита массы тела не смог пройти отбор в состав «Торонто Ред Уингз» (при росте в 152 сантиметра вес Кристофера составлял менее 50 килограмм). Окончив среднюю школу, Крис поступил на финансовый факультет Рочестерского технологического института.

## Карьера

### Юниорская карьера
Начиная с 2006 года, Танев играл в Юниорской хоккейной лиге провинции Онтарио (англ. Ontario Provincial Junior Hockey League, OPJHL). «Дарем Фьюри» стала первой командой за которую хоккеист выступал в OPJHL. По ходу сезона 2007/08 Танев сменил две команды, сначала перейдя из «Дарем Фьюри» в «Стаффвилл Спирит», а затем в «Маркем Уаксерз». В 2008 году в OPJHL произошли изменения, а сама лига получила новое название: Юниорская хоккейная лига Онтарио (англ. Ontario Junior Hockey League, OJHL). В сезоне 2008/09 Крис был назначен альтернативным капитаном «Маркем Уаксерз». По итогам чемпионата Танев был назван лучшим защитником в своей команде.
В составе университетской команды «РИТ Тайгерз», которая представляет Атлантическую хоккейную ассоциацию (англ. Atlantic Hockey Association, AHA) в первом дивизионе Национальной ассоциации студенческого спорта (NCAA), Кристофер играл только один сезон. В 41 матче проведенном на льду в составе «Тайгерз» Танев записал на свой счёт 10 заброшенных шайб и 18 результативных передач, а также показатель полезности равный +33. В течение сезона Крис трижды удостаивался звания новичка недели, а по результатам голосования главных тренеров команд, Танев бы признан новичком года AHA. Кроме того, он был включён в Сборную молодых звёзд и в третью Сборную всех звёзд AHA. В плей-офф Кристофер помог своей команде дойти до финала Атлантической хоккейной ассоциации, где игроки «Тайгерз» одержали победу над «Сейкред Харт Пионирз» и стали чемпионами AHA. В финальном турнире NCAA «РИТ Тайгерз» уступили в полуфинале «Висконсин Баджерз» с крупным счётом 1:8.

### Ванкувер Кэнакс
Во время своего выступления за «РИТ Тайгерз», Танев был замечен директором по развитию игроков «Ванкувер Кэнакс» Дэйвом Ганье, который в прошлом уже был знаком с Кристофером, когда тот играл в роллеркей. Скауты «Кэнакс» отметили Криса как «очень умного игрока». Ввиду того, что ни один из клубов Национальной хоккейной лиги (НХЛ) так и не выбрал Танева на драфте, Крис имел статус свободного агента, а значит был вправе сам принимать решение с какой именно командой заключать контракт. К молодому хоккеисту проявляли интерес несколько клубов НХЛ, в частности «Сан-Хосе Шаркс», «Оттава Сенаторз», «Коламбус Блю Джекетс». Однако выбор Кристофера всё же пал на «Ванкувер Кэнакс» и 31 мая 2010 года Танев подписал контракт с канадским клубом сроком на 3 года.

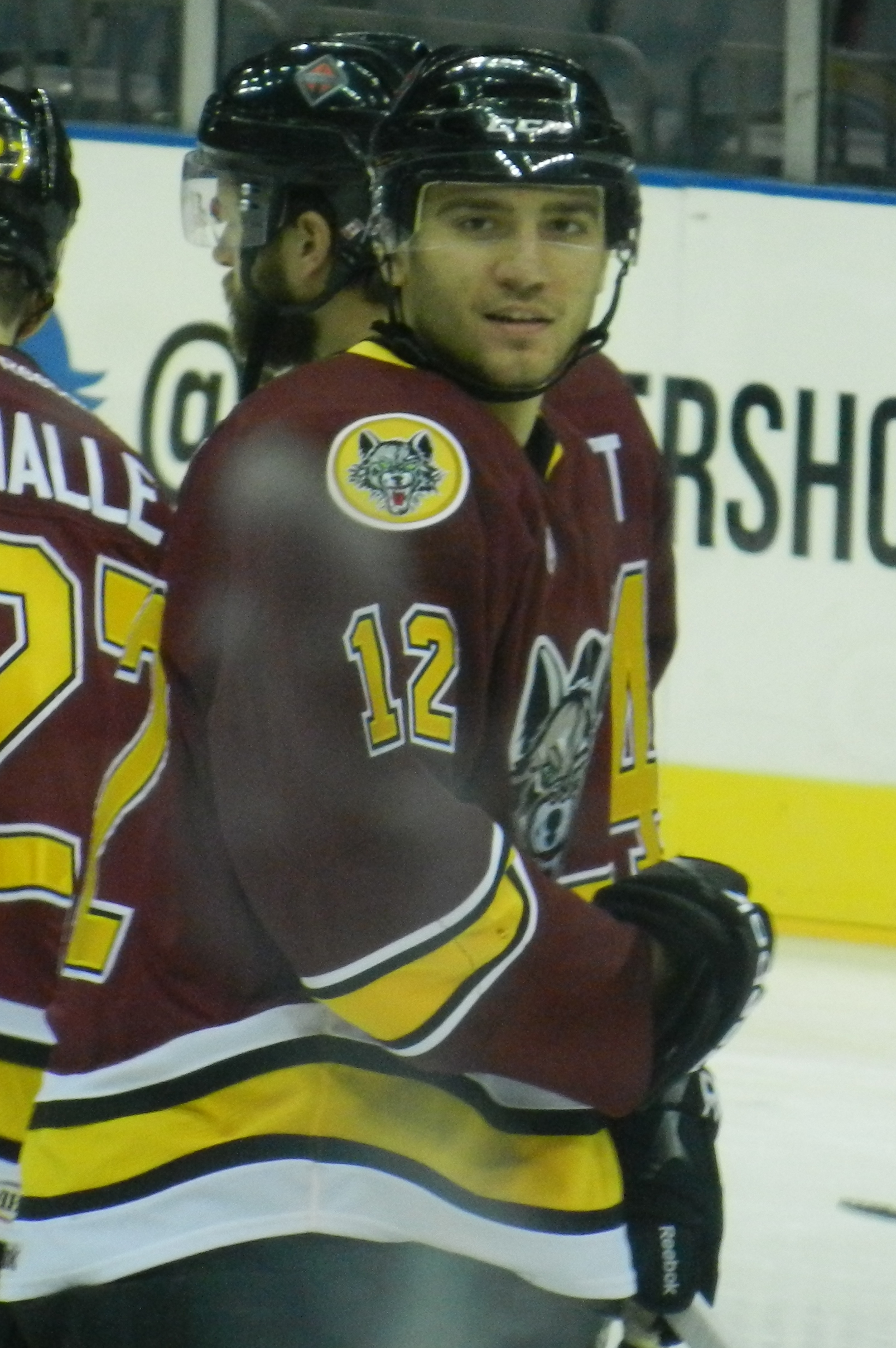
Танев в игре за «Чикаго Вулвз»

Сезон 2010/11 Крис начала в Американской хоккейной лиге (АХЛ), выступая за фарм-клуб «Ванкувера» — «Манитоба Мус». Первую шайбу в своей профессиональной карьере он забросил 13 ноября 2010 года в матче против «Рочестер Американс». 16 января 2011 года Танев впервые получил вызов в «Кэнакс» после того, как в списке травмированных оказался основной защитник «Кэнакс» Аарон Роум. Дебют в НХЛ для Криса состоялся два дня спустя, в матче против «Колорадо Эвеланш». Танев стал первым игроком «РИТ Тайгерз», который смог сыграть в НХЛ. 24 января 2011 года в матче против «Даллас Старз» (который игроки «Ванкувера» выиграли со счётом 7:1), Кристофер записал на свой счёт первый результативный балл в НХЛ, приняв участие в комбинации при розыгрыше большинства, которую на 54 минуте встречи точным броском завершил Дэн Хэмьюс. 31 марта 2011 года в матче против «Лос-Анджелес Кингз» Крис получил травму верхней части тела после того, как нападающий «Кингз» Кайл Клиффорд толкнул Танева на борт. После завершения восстановительного периода Кристофер был отправлен в фарм-клуб, чтобы набрать оптимальную игровую форму и 7 апреля 2011 года, Танев смог выйти на лёд в составе «Манитоба Мус». После того как «Манитоба» выбыла из борьбы за Кубок Колдера, проиграв серию во втором раунде «Гамильтон Булдогс» со счётом 3:4, а череда травм продолжила преследовать защитников «Ванкувера», тренерский штаб в очередной раз вызвал Кристофера в состав «Кэнакс». Дебютная игра для Криса в рамках розыгрыша плей-офф Кубка Стэнли состоялась 22 мая 2011 года, в финале Западной конфернции, в четвёртом матче серии против «Сан-Хосе Шаркс». Игроки «Ванкувер Кэнакс» смогли выйти в финал Кубка Стэнли 2011, где их соперниками стали хоккеисты «Бостон Брюинз». Танев выходил на лёд ещё в 3 играх финальной серии, однако помочь своей команде завоевать Кубок Стэнли Крис не смог. «Кэнакс» проиграли борьбу за трофей в семиматчевом противостоянии.
В межсезонье за счёт индивидуальных тренировок, в которые были включены занятия йогой, а также за счёт соблюдения специальной диеты худощавый Крис добился прироста мышечной массы. Увеличив свой вес на 4,5 килограмма, Кристофер решил проблему дефицита массы тела. Перед началом сезона 2011/12 Танев отправился в расположение команды «Чикаго Вулвз» — нового аффилированного клуба «Кэнакс» в АХЛ (в 2011 году команда «Манитоба Мус» сменила город базирования на Сент-Джонс и получила новое название «Сент-Джонс АйсКэпс», став фарм-клубом «Виннипег Джетс»). В своей первой игре за «Вулвз» Крис получил повреждение косой мышцы живота и был вынужден пропустить из-за травмы около месяца. Первый вызов Кристофера в состав команды. На этот раз он остался в расположении «Кэнакс» до окончания регулярного сезона.

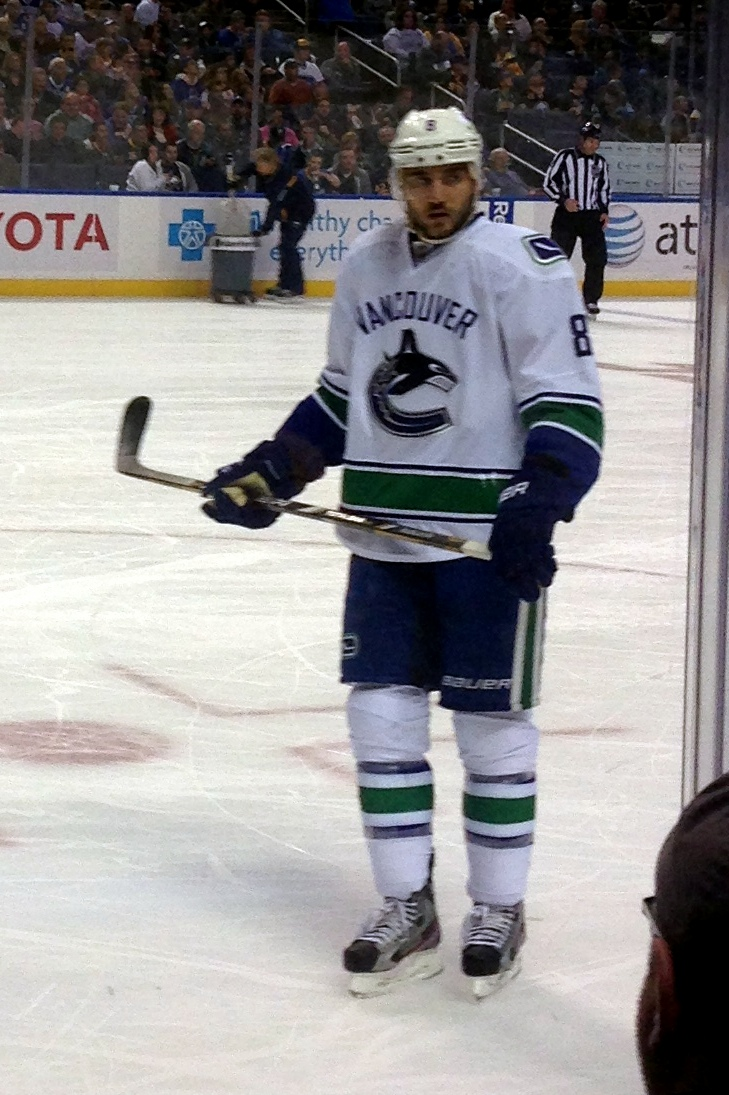
Крис в составе «Ванкувера» в 2013 году

Во время локаута в НХЛ в сезоне 2012/13 Танев играл за «Чикаго Вулвз». В январе 2013 года, после окончания локаута, Кристофера отозвали из фарм-клуба. Свою первую шайбу в НХЛ Крис забросил 4 февраля 2013 года, в матче против «Эдмонтон Ойлерз», поразив в овертайме точным броском ворота Девана Дубняка, тем самым принеся победу своей команде со счётом 3:2. Забросив победную шайбу в игре против «Нефтяников», Танев был признан третьей звездой игрового дня в НХЛ.
После окончания сезона 2012/13 у Кристофера истёк срок действия контракта с «Кэнакс». На протяжении долго времени стороны не могли договориться о заключении соглашения из-за разногласий, возникших по поводу финансовых условий нового договора. В августе 2013 года в прессе появилась информация о том, что к Таневу проявляют интерес клубы из европейских чемпионатов, в частности из Континентальной хоккейной лиги и Швейцарской национальной лиги, но руководству «Ванкувера» всё же удалось удержать перспективного защитника в числе своих игроков, договорившись с ним о продлении контракта. 22 августа 2013 года стороны поставили подписи под новым соглашением, которое было рассчитано сроком на 1 год, а общая зарплата хоккеиста по нему составила 1 миллион 500 долларов. Новый наставник «Кэнакс» Джон Торторелла, сменивший на посту главного тренера «Косаток» Алена Виньо, поставил Кристофера играть в одну связку с защитником Дэном Хэмьюсом. 1 декабря 2013 года, в матче против «Каролина Харрикейнз», Танев сломал челюсть партнёру по команде нападающему Александру Барроузу после того, как брошенная Крисом шайба случайным образом угодила Александру в лицо. 17 марта 2014 года в игре против «Тампа Бэй Лайтнинг» Танев сломал палец. Из-за полученной травмы Крис был вынужден пропустить оставшиеся матчи регулярного сезона.
5 июля 2014 года Крис подписал однолетний контракт с «Ванкувер Кэнакс». По условиям нового соглашения общая зарплата защитника в сезоне 2014/15 составила 2 миллиона долларов. За несколько сезонов, проведённых в НХЛ, Крис из неопытного защитника сумел стать основным игроком обороны в «Ванкувере». Однако являясь одним из ведущих хоккеистов в защитной линии команды Танев на протяжении долгого времени не мог заключить с «Кэнакс» долгосрочное соглашение с высокой зарплатой. Только в январе 2015 года руководство канадского клуба приняло решение начать переговоры с Крисом о договоре на длительной срок. Переговоры продолжались в течение двух месяцев и завершились 24 марта, когда Танев поставил подпись под новым контрактом сроком на 5 лет и общей стоимостью 22,25 миллиона долларов.

### Калгари Флеймз
9 октября 2020 года Танев в качестве свободного агента подписал четырёхлетний контракт с «Калгари Флеймз» на сумму $18 млн.

### Даллас Старз
28 февраля 2024 года в результате трёхстороннего обмена между «Калагари Флеймз», «Нью-Джерси Девилз» и «Даллас Старз» оказался в «Далласе» в обмен на право выбора в четвертом раунде драфта 2026 года, право выбора во втором раунде и условное право выбора в третьем раунде драфта 2024 года, а также защитника Артёма Грушникова.

### Торонто Мейпл Лифс
29 июня 2024 года был обменян в «Торонто Мейпл Лифс» на право выбора в седьмом раунде драфта 2026 года и нападающего Макса Эллиса.

## Стиль игры

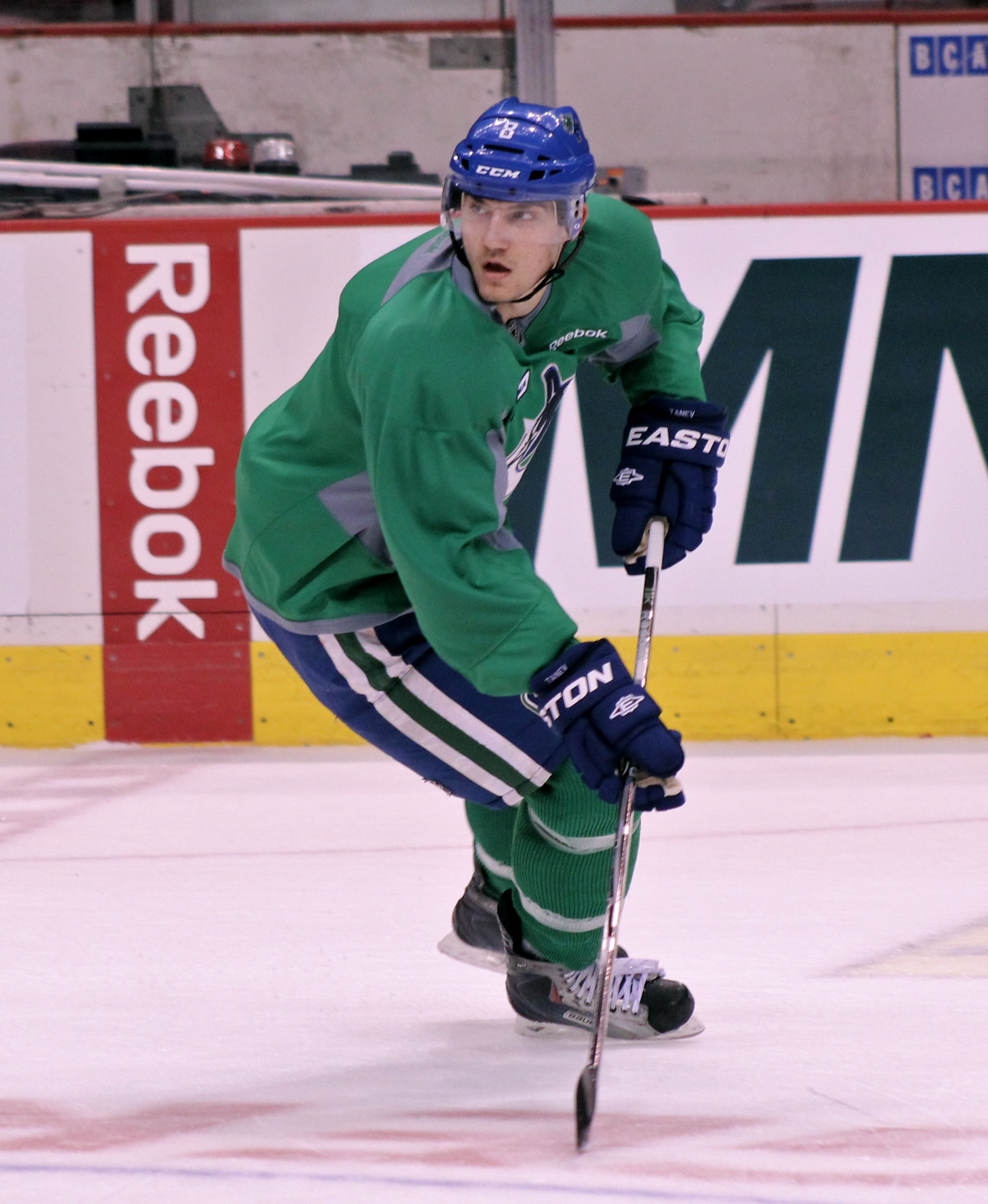
Крис на тренировке в составе «Кэнакс»

Кристофер, в первую очередь — это защитник, обладающий хорошим видением хоккейной площадки, способный предугадывать действия соперников и с лёгкостью перемещаться с шайбой на льду, а умение правильно выбирать позицию компенсирует в его игре отсутствие агрессивности.

## Статистика
| Легенда | Легенда                    | Легенда | Легенда                   | Легенда | Легенда    |
| ------- | -------------------------- | ------- | ------------------------- | ------- | ---------- |
| И       | Количество проведённых игр | Штр     | Штрафное время            | +/−     | Плюс-минус |
| Г       | Голы                       | П       | Голевые передачи          | О       | Очки       |
| -       | Статистика неизвестна      | —       | Статистика не учитывалась |         |            |

### Клубная карьера
Статистика приведена по данным официального сайта НХЛ

## Достижения

### Командные
Юниорская карьера
| Год  | Команда     | Достижение  |
| ---- | ----------- | ----------- |
| 2010 | РИТ Тайгерз | Чемпион AHA |

### Личные
Юниорская карьера
| Год  | Команда     | Достижение                                |
| ---- | ----------- | ----------------------------------------- |
| 2010 | РИТ Тайгерз | Новичок года AHA                          |
| 2010 | РИТ Тайгерз | Попадание в Сборную молодых звёзд AHA     |
| 2010 | РИТ Тайгерз | Попадание в третью Сборную всех звёзд AHA |

- Список достижений приведён по данным сайта Eliteprospects.com

## Комментарии
1. ↑  До 2008 года именовалась как Юниорская хоккейная лига провинции Онтарио (англ. Ontario Provincial Junior Hockey League)